# Omloop van Valkenswaard
De Omloop van Valkenswaard is een jaarlijkse wielerwedstrijd in en rond de Noord-Brabantse gemeente Valkenswaard. De eerste editie werd in 2018 verreden en werd gewonnen door Robin Blummel. In 2019 kon de wedstrijd geen doorgang vinden omdat er geen politie begeleiding voor de koers was. In 2020 keerde de wedstrijd terug en maakte hij deel uit van de Topcompetitie. Het paarcours van de Omloop van Valkenswaard gaat over een afstand van 180 km en bevat 60 km aan gravelstroken en enkele kasseistroken.

## Erelijst
| Jaar | Winnaar                   | Tweede          | Derde                |
| ---- | ------------------------- | --------------- | -------------------- |
| 2018 | Robin Blummel             | Dylan Bouwmans  | Aden Paterson        |
| 2020 | Yves Coolen               | Joeri Stallaert | Jesper Rasch         |
| 2021 | Stan Van Tricht           | Martijn Budding | Coen Vermeltfoort    |
| 2022 | Roel van Sintmaartensdijk | Jasper de Laat  | Peter Schulting      |
| 2023 | Daan van Sintmaartensdijk | Nathan Székely  | Casper van der Woude |